# ドミニク・タールハンマー
ドミニク・タールハンマー（Dominik Thalhammer, 1970年10月2日 - ）は、オーストリア・ウィーン出身サッカー指導者。

## 監督経歴
26歳で指導者になり、30歳でオーストリア・ブンデスリーガに属するFCアドミラ・ヴァッカー・メードリングの育成アカデミーディレクターに就任。セカンドチーム監督、トップチームコーチを得てトップチームの監督も歴任した。
育成アカデミー時代にはU19チームの監督も兼任し、オーストリア・U19ブンデスリーガで優勝を果たしている。
2005年以降はオーストリア・ブンデスリーガ2部やオーストリア・レギオナルリーガに属するクラブの監督やスポーツディレクターを歴任。。
2011年にオーストリア女子A代表の代表監督に就任。
2015年から2016年にかけて行われたUEFA欧州女子選手権2017に向けての欧州予選を突破し、同国発となる本大会出場を決めた。
2017年7月16日から8月6日にかけてオランダで開催されたUEFA欧州女子選手権2017では本大会初出場ながら3位という好結果を残した。
2015年まではオーストリア女子U17代表の代表監督とオーストリア女子サッカー育成センターのディレクターを兼任していた。 
2020年7月、オーストリア・ブンデスリーガ1部に所属するLASKリンツの監督兼スポーツディレクターに就任した。

## タイトル
- オーストリア・U19ブンデスリーガ（2003）
- オーストリア・ランデスリーガ優勝（2004）
- UEFA欧州女子選手権2013予選プレーオフ進出（2012）
- UEFA欧州U女子U17選手権本大会出場（2014）
- UEFA欧州女子選手権2017本大会出場、3位（2017）